# Объединение Виннипега
Объединение 12 муниципалитетов с Виннипегом (англ. Amalgamation of Winnipeg, также известно как англ. Uncity) произошло 1 января 1972 года как часть виннипегской реформы городского управления. По плану, расширение территории города на запад, юг и восток, а также увеличение его населения в два раза должны были популяризировать гражданский активизм, установить более справедливую налоговую систему и увеличить эффективность сферы услуг. Журналистка Келси Джеймс отмечает, что последующее развитие Виннипега происходило в основном вследствие внешнего роста, и город растёт вширь, чтобы таким образом компенсировать убыточность пригородных районов, не способных покрыть расходы на обслуживание инфраструктуры. Муниципалитет попытался ввести взносы на развитие инфраструктуры, однако суд признал взносы незаконными; при этом одним из следствий объединения Виннипега стало уравнивание налога на недвижимость в агломерации. Чтобы исправить недочёты объединения, городские власти пытаются повышать плотность застройки, однако такое решение вызывает недовольство местных жителей